# António Nogueira (football, 1963)
Pour les articles homonymes, voir António Nogueira.
António Nogueira, de son nom complet António José Nogueira dos Santos, est un footballeur portugais né le 21 septembre 1963 à Lisbonne. Il évoluait au poste de défenseur.

## Biographie

### En club
António Nogueira joue au Portugal durant toute sa carrière, notamment au Boavista FC.  Il remporte la Coupe du Portugal en 1992 sous les couleurs du club,,.
Il dispute 209 matchs pour 8 buts marqués en première division portugaise durant sept saisons,.

### En équipe nationale
International portugais, il reçoit sept sélections en équipe du Portugal entre 1991 et 1994, pour deux buts marqués.
Son premier match est disputé le 12 octobre 1991 en amical contre le Luxembourg (match nul 1-1 à Luxembourg).
Il marque son deuxième et dernier but en sélection lors de son deuxième match le 19 juin 1993 contre Malte (victoire 4-0 à Porto) dans le cadre des qualifications pour la Coupe du monde 1994.
Son dernier match a lieu le 20 avril 1994 contre la Norvège en amical (match nul 1-1 à Oslo).

## Palmarès
Avec Boavista :
- Vainqueur de la Coupe du Portugal en 1992
- Finaliste de la Coupe du Portugal en 1993
- Vainqueur de la Supercoupe du Portugal en 1992